# Poghosagomer
Poghosagomer (in armeno Պողոսագոմեր?, in azero Dəvədaşı) è una comunità rurale del distretto di Kəlbəcər, in Azerbaigian, fino al 2024 appartenente alla regione di Martakert nella repubblica di Artsakh (fino al 2017 denominata repubblica del Nagorno Karabakh).
Il paese nel 2005 contava poco più di centocinquanta abitanti e si trova in zona boscosa e collinare al centro della regione dell'Artsakh lungo la strada che conduce alla riserva di Sarsang.